# イギリス産業革命史
『イギリス産業革命史』(英語: Lectures on the Industrial Revolution in England)とは、経済学者アーノルド・トインビーによる経済史の研究である。

## 概要
トインビーは1881年10月から1882年5月にかけてオックスフォード大学で行ったイギリスの経済史の講義を行った。トインビーの死後に受講生の講義ノートが編集され、1884年にトインビーの産業革命についての研究として発表されることになり、産業革命という概念を経済史に位置づける古典的研究として知られている。
トインビーは産業革命をもたらした要因のひとつとして経済学の発展を指摘している。スミスの『国富論』、マルサスの『人口論』、リカードの『経済学および課税の原理』、ミルの『経済学原理』という重要な研究がイギリスにおける経済学の発展に貢献し、競争の効用と弊害についての理論的な理解をもたらし、同時に資本主義と同時に社会主義の理論を準備することとなった。当時のイギリスでは人口増大、農業技術の進歩と農業革命、工場制手工業への移行を可能とする工業におけるハーグリウズやアークライト、クロムプトンによる技術革新、そして工場制度の確立が進んでいた。このような経済状況の変化は社会の構造にも影響を与え、政治勢力の均衡と階級の地位の変動をもたらした。トインビーは産業革命を1760年を境として起こった経済的、社会的な革命であり、中世的な社会と近代社会の歴史的な転換点となったと考えている。
トインビーの産業革命の研究はハモンド夫妻の研究に影響を与え、彼らは産業革命によって労働者の生活水準が悪化したことを明らかにすることでトインビーの主張を裏付けた。一方でトインビーに対してクラッパム（Clapham）は統計的な把握に基づきながら産業革命は本質的には革命というよりも持続的な進化の結果として捉えなければならないと主張した。結果としてトインビーの学説をめぐる論争は従来の産業革命の見方の修正を必要とし、アシュトン（Ashton）は著書『産業革命』においてトインビーが指摘した産業革命の原因や結果、その規模について修正を加えている。

## 書誌
- 吉田巳之助訳『英国革新論』大日本文明協会、1908年
- 原田三郎訳『イギリス産業革命史』創元文庫、1953年
- 『英国産業革命史』川喜多孝哉等訳.高山書院,1943
- 『英国産業革命史』塚谷晃弘,永田正臣共訳 邦光堂 1951